# Three Minute Warning

Three Minute Warning est un morceau de musique du supergroupe Liquid Tension Experiment et qui, morcelé, constitue les cinq dernières pistes de l'album Liquid Tension Experiment 1 paru en 1998. Il s'agit d'un jam de 28 minutes et 34 secondes, et l'unique présent sur les albums studio du groupe.

## Histoire
À l'origine, John Petrucci, Jordan Rudess et Mike Portnoy avaient prévu de composer et enregistrer tous les morceaux normalement. Mike Portnoy explique cependant que Tony Levin n'était pas intéressé par l'écriture, et qu'il souhaitait juste improviser et jouer. C'est ainsi qu'un soir, vers 19h ou 20h, il menaça ses compères qu'il s'en irait s'ils ne commençaient pas à jammer dans les trois prochaines minutes. « Il nous a donné un délai de trois minutes. Nous avons mis l'écriture de côté, avons appuyé sur le bouton d'enregistrement, et ce que vous entendez est ce qu'il advint. » précise Mike Portnoy. Le titre du morceau résultant découle par conséquent de ce fait,.
Il s'agit donc d'un morceau enregistré spontanément et sans entente préalable. Tous les plans sont entièrement improvisés par chacun des membres.

## Coupure de l'enregistrement
On peut discerner une coupure dans l'enregistrement de Three Minute Warning V à 5:12, soit 1 minute 19 avant la fin. Elle provient du fait que les bandes utilisées pour enregistrer les morceaux ne sont pas prévues pour le faire sur de si longues durées, et la bande utilisée à ce moment-là s'est arrêtée. Mike Portnoy enregistrait toutefois sur une piste en parallèle. La coupure que l'on distingue n'est donc que la mise bout à bout postérieure des deux pistes.